# Бреј ле Вер
Бреј ле Вер (фр. Breuil-le-Vert) насеље је и општина у североисточној Француској у региону Пикардија, у департману Оаза која припада префектури Клермон.
По подацима из 2011. године у општини је живело 2.905 становника, а густина насељености је износила 394,17 становника/km². Општина се простире на површини од 7,37 km². Налази се на средњој надморској висини од 51 метар (максималној 150 m, а минималној 45 m).

## Демографија
| 1962. | 1968. | 1975. | 1982. | 1990. | 1999. | 2011. |
| ----- | ----- | ----- | ----- | ----- | ----- | ----- |
| 960   | 1.106 | 1.486 | 2.127 | 2.785 | 2.819 | 2.905 |

График промене броја становника у току последњих година